# Casetta Drouot
La casetta Drouot è un edificio storico del XVIII secolo situato nel paese di Poggio, all'isola d'Elba.

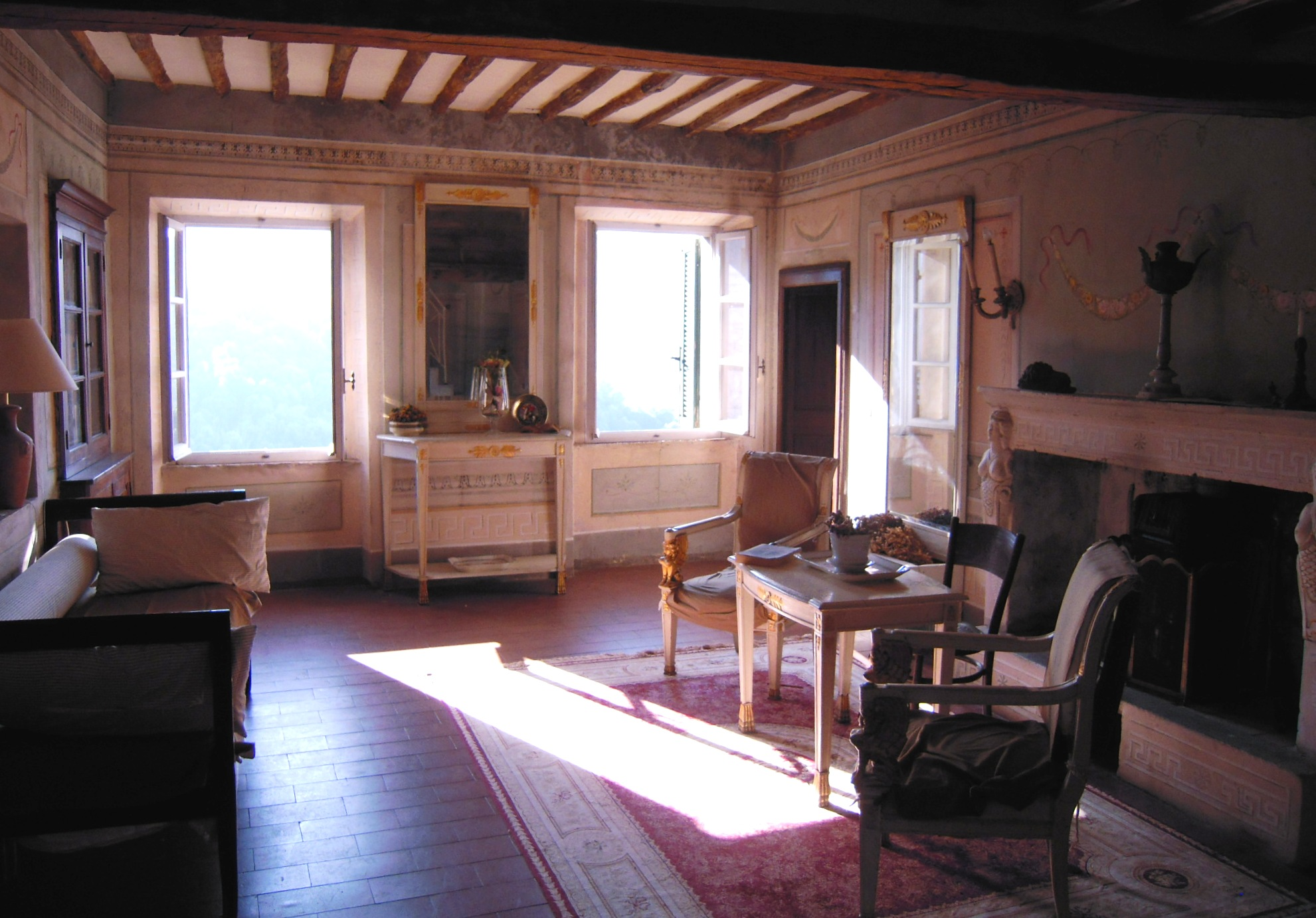
Il salotto della casetta Drouot

## Storia e descrizione
L'interno della struttura, il cui nome si riferisce al governatore napoleonico dell'Elba Antoine Drouot, è decorato con eleganti pitture parietali che riprendono il tipico stile settecentesco elbano; ad ampie specchiature, dipinte con toni rosati e acquamarina, si alternano schematici motivi floreali e ripartizioni architettoniche in Stile Impero. Degno di nota è un letto «a barca» appartenuto al militare francese Charles Van Caenegem, della 2 ͤ  Légion de Gendarmerie di Sainte Gauburge.
La Casetta Drouot fu acquistata nel 1949, assieme alla vicina Casetta Bertrand, da Giuseppe Cacciò, che la inserì nel progetto di «paese albergo» costituito nel borgo di Poggio con una serie di alloggi afferenti al vicino Hôtel Fonte di Napoleone.
La Casetta Drouot, durante un soggiorno dello scrittore Ernesto Ferrero, ha rappresentato l'ispirazione letteraria per la stesura del romanzo N. (vincitore del Premio Strega nel 2000).
Il restauro delle originali decorazioni parietali della Casetta Drouot, celate nel tempo da otto diverse scialbature successive, è consistito nella minuziosa asportazione delle stesse e nel filologico reintegro pittorico ad opera di Girolama Cuffaro Ferruzzi, proprietaria dell'abitazione e figlia degli artisti Silvestre Cuffaro e Pina Calì. Il restauro si è svolto a partire dal 1982.
La Casetta Drouot è attualmente di proprietà privata.

## Testimonianze letterarie
«[A Poggio] c'è una casa consacrata dal piede che vi pose l'immortale che gli elbani chiamano il loro Re Temporaneo. Tuttavia la consacrazione non basta a conservarla materialmente. La trovammo quasi in rovina; sorte che toccò purtroppo a tutte le case dell'isola (e non sono poche) associate al nome di Napoleone, salvo due, delle quali parlerò più tardi.»
Lydia Bushnell Smith, Napoleon's Elba, 1914.
«È una casa semplice, a un piano, che guarda a nord-ovest, verso Marciana, affacciata sui boschi di castagni, sull'inguine forte e ombroso che fanno le giogaie del monte; di lì anche in estate sale una frescura, una pace, un silenzio appena gorgogliante per uno scorrere di acque invisibili. [...] Dalle finestre a meridione si vede il mare, il profilo dolce delle insenature che si rincorrono con leggerezza. [...] Alle pareti corrono decorazioni a fiori leggeri, primaverili, che sembrano disegnati dalla stessa mano del Revelli.»
Ernesto Ferrero, N., 2000.